# Ађагошсергењ
Ађагошсергењ (мађ. Agyagosszergény) је место у северној Мађарској, у жупанији Ђер-Мошон-Шопрон (Győr-Moson-Sopron megye).
Место је основано 1927. године спајањем два суседна града средњовековног порекла под називом Ађагош (Agyagos) и Фертосзергени (Fertőszergény). До 1928. године његово првобитно име је било Фертесергењиањагош (Fertőszergényagyagos). Готово сви становници града су Мађари католици, а међу споменицима има неколико хришћанских скулптура разбацаних по граду.
Ађагошсергењ се налази око 15 км југоисточно од главног града округа Шопрон, поред аутопута 85 који води до Ђера.

## Становништво
Развој становништва насеља:
Током пописа 2011. године, 91,2% становника изјаснило се као Мађари, 1,3% Немци, 0,2% Румуни (8,6% се није изјаснило; због двојног идентитета, укупан број може бити већи од 100%).
Верска дистрибуција је била следећа: римокатолици 80,3%, реформисани 0,4%, лутерани 0,2%, неденоминациони 4,1% (14,4% се није изјаснило).

## Демографија
Етнички састав села Ађагошсергењ
Верски састав села Ађагошсергењ
Према попису из 2011. године, село Ађагошсергењ је имало 923 становника. Етнички гледано, већина становника (98,21%) су били Мађари, а мањина Немци (1,44%). Етничка припадност је непозната за 0,36% становника.. Конфесионално гледано, већина становника (78,33%) били су римокатолици, уз мањину људи без вероисповести (3,36%). За 17,23% становника верска припадност није позната.

## Фотографије
- Статуа Светог Јована Непомука
- Група скулптура на калварији
- Поглед из ваздуха
- Птичја перспектива
- Црква св. Ласла
- Поглед из ваздуха